# Pallacanestro Varese 1997-1998

## Roster 1997/1998
| No. | Nome               | Nazionalità                               | Ruolo        | Nato nel | Altezza |
| --- | ------------------ | ----------------------------------------- | ------------ | -------- | ------- |
| 4   | Roberto Casoli     | Italia (bandiera)                         | Ala-Centro   | 1972     | 2,06 m  |
| 5   | Michele Zanatta    | Italia (bandiera)                         | Play-Guardia | 1975     | 1,93 m  |
| 9   | Alessandro De Pol  | Italia (bandiera)                         | Ala          | 1972     | 2,04 m  |
| 12  | Maurizio Giadini   | Italia (bandiera)                         | Guardia      | 1976     | 1,95 m  |
| 14  | Arijan Komazec     | Croazia (bandiera)                        | Guardia      | 1970     | 2,01 m  |
| 6   | Gianmarco Pozzecco | Italia (bandiera)                         | Playmaker    | 1972     | 1,80 m  |
| 10  | Richard Petruška   | Slovacchia (bandiera)                     | Centro       | 1969     | 2,08 m  |
| 11  | Andrea Meneghin    | Italia (bandiera)                         | Ala          | 1974     | 2,00 m  |
| 8   | Milan Relic        | Grecia (bandiera) · Jugoslavia (bandiera) | Playmaker    | 1976     | 1,93 m  |
| 7   | Andrea Conti       | Italia (bandiera)                         | Ala          | 1974     | 2,00 m  |

## Giocatori tagliati
| No. | Nome                 | Nazionalità                             | Ruolo | Nato nel | Altezza | Fino al    |
| --- | -------------------- | --------------------------------------- | ----- | -------- | ------- | ---------- |
| -   | Oleksandr Lochmančuk | Ucraina (bandiera) · Austria (bandiera) | Ala   | 1973     | 2,05 m  | 09/11/1997 |

Allenatore: Carlo Recalcati